# Hans Pfyffer von Altishofen
Hans Pfyffer von Altishofen (* 28. März 1866 in Luzern; † 5. April 1953 ebenda) war ein Schweizer Unternehmer und Politiker. Er war ab 1890 Präsident und Hotelier des Grand Hotel National in Luzern. 1899–1911 war er konservatives Mitglied des Luzerner Grossen Stadtrats (Legislative) sowie von 1911 bis 1922 Grossrat des Kantons Luzern (Legislative).

## Leben
Pfyffer von Altishofen war der Sohn des Architekten Alphons Maximilian Pfyffer von Altishofen und der Mathilde, geborene Segesser. Hans Pfyffer gründete die Kommanditgesellschaft Pfyffer & Cie. Von 1890 bis 1950 war er Direktor oder Mitglied der Geschäftsleitung des Grand Hotel National. Sein jüngerer Bruder Alphons Pfyffer ging mit César Ritz nach Rom, wo sie das Grand Hotel eröffneten. Alphons wurde später Direktor des Ritz und des Excelsior in Rom. 1892 gründete César Ritz die Berneralpen Milchgesellschaft, die bald zum grössten Arbeitgeber im Raum Konolfingen wurde. Hans Pfyffer wurde Partner, ebenso Auguste Escoffier.
1894 wurde Pfyffer Generalstabshauptmann der Schweizer Armee und 1917 Oberst. Von 1917 bis 1919 befehligte er die Gotthardtruppe. Von 1899 bis 1911 war er konservatives Mitglied des Luzerner Stadtrats und von 1911 bis 1922 Mitglied des Grossrats. Er gehörte zudem zahlreichen Verwaltungsräten an, darunter der Centralschweizerischen Kraftwerke, der Papierfabrik Perlen und der Vitznau-Rigi-Bahn. Von 1908 bis 1945 sass er im Vorstand der Luzerner Kantonalbank, deren Präsident er von 1912 bis 1945 war. Von 1922 bis 1924 war er Schweizer Gesandter in Warschau.
Pfyffer war ein leidenschaftlicher Förderer des Tourismus in der Region Luzern, und durch seine Bemühungen gelang es ihm, das Grand Hotel National während der beiden Weltkriege und der dazwischenliegenden Finanzkrise unbeschadet zu erhalten. Er war 1902 Mitbegründer des Luzerner Golfclubs mit einem 9-Loch-Platz auf dem Dietschiberg, der 1925 auf 18 Löcher erweitert wurde. Pfyffer stand César Ritz nahe und wurde Präsident des Hôtel Ritz Paris und des Vorstands der Ritz-Carlton Hotel Company in London. Er wies Ritz einmal darauf hin, dass die mit Rosenbrokat bezogenen Esszimmerstühle im Pariser Hotel zwar bequem seien, die Gäste aber länger am Tisch bleiben würden, wenn die Stühle Armlehnen hätten. Ritz ordnete sofort den Austausch aller Stühle an. Die Biographie von César Ritz aus dem Jahr 1948 von seiner Frau Marie Louise Ritz war Oberst Hans Pfyffer d’Altishofen gewidmet. Hans Pfyffer starb im Alter von 87 Jahren.

## Familie
Im Jahr 1893 heiratete Pfyffer Josephine Maria Johanna Reichmann, Tochter des Industriellen Heinrich Reichmann aus Warschau.